# اتینه اتوئو
اتینه امانوئل اتوئو فیلس (متولد 26 اسفند 1368 در یائونده ) بازیکن فوتبال کامرونی است که آخرین بار در سال 2012 به عنوان مهاجم در مسابقات ارست لیگا در باشگاه لوستنائو بازی کرد. 

## حرفه باشگاهی
اتوئو کار خود را با رئال مایورکا آغاز کرد و در سال 2007 به صورت قرضی برای لاساله بازی  کرد، پس از شش ماه به رئال مایورکا بازگشت.  پس از چندین سال با مایورکا  در تابستان 2009 بازیکن آزاد شد و در 1 دسامبر 2009 برای خیمناستیک تاراگونا امضا کرد ،  اما در 11 ژانویه 2010 باشگاه خود را به صورت قرضی به پوبلا ترک کرد . 
در آگوست 2011 او یک قرارداد یک ساله با لوستنائو اتریش امضا کرد. در اولین حضورش تنها دو دقیقه بعد از تعویض خود یک گل به ثمر رساند.  در فوریه 2012 در حالی که همچنان با لوستنائو قرارداد داشت، او با توافقی مشترک با باشگاه قرارداد خود را فسخ کرد.

## شغل بین‌المللی
وی در تیم نماینده آفریقا در جام نصف النهار 2007 عضویت داشت . 

## زندگی شخصی
او برادر کوچک مهاجم ساموئل اتوئو است .  وی همچنین یک برادر بزرگتر دیگر به نام دیوید اتوئو دارد . وی همچنین دارای گذرنامه اسپانیایی است.